# Chironomus plumosulus
Chironomus plumosulus är en tvåvingeart som beskrevs av Golubeva 1987. Chironomus plumosulus ingår i släktet Chironomus och familjen fjädermyggor.
Artens utbredningsområde är Lettland. Inga underarter finns listade i Catalogue of Life.